# Danske Baptisters Spejderkorps
Danske Baptisters Spejderkorps (DBS) är namnet på scoutverksamheten inom den danska Baptistkyrkan, Baptistkirken. Danske Baptisters Spejderkorps som har 1 400 medlemmar i 30 lokala kårer är med i Fællesrådet for Danmarks Drengespejdere (FDD) och därmed också i världsorganisationen för scoutrörelsen, World Organization of the Scout Movement (WOSM), och världsflickscoutsamfundet, World Association of Girl Guides and Girl Scouts (WAGGGS).

## Organisation
DBS ledes av årsmötet, Førerstævnet, som hålles varje år på skärtorsdagen och långfredagen där alla medlemmar som är 15 år fyllda får deltaga. Mellan årsmötena ledes förbundet av spejderchefen och korpsrådet.

## Åldersgrupper
- Klyngen (5-7 år)
- Flokken (7-10 år)
- Troppen (10-13 år)
- Gruppen (13-17 år)
- Rover (17 år-)